# Representació (arts)
La representació consisteix en l’ús de signes que substitueixen i ocupen el lloc d’alguna cosa. És gràcies a la representació que les persones organitzen en món i la realitat mitjançant l’acte d’anomenar els noms (dotar a les coses de noms). Els signes s'endrecen, de manera ordenada, per tal de formar construccions semàntiques i expressar relacions.
Per a molts filòsofs, antics i moderns, l'home és considerat "l'animal representatiu" o animal simbòlic. Es tracta d’una criatura, caràcter distintiu de la qual consisteix en la creació i en la manipulació de signes - coses que “simbolitzen” o “substitueixen” una altra cosa.
La representació s’ha associat amb l’estètica (art) i amb la semiòtica (signes). W. J. T. Mitchell diu "representation is an extremely elastic notion, which extends all the way from a stone representing a man to a novel representing the day in the life of several Dubliners" (en català: la representació és una noció extremadament elàstic, que engloba des d’una pedra representant un home fins a una novela representant el dia en la vida de diferents dublinesos).
El terme "representació" té un gran nombre de significats i interpretacions diferents. La teoria de la literatura sovint ha definit la representació en tres maneres:
- Semblar-se o assemblar-se
- Substituir/Reemplaçar quelcom o algú
- Presentar una segona vegada, és a dir, re-presentar[2]

L'estudi i reflexió de la realitat va començar als inicis de la teoria de la literatura amb les idees de Plató i Aristòtil, i ha evolucionat fins a transformar-se en un component significatiu del llenguatge, Ferdiand de Saussur i estudis de la comunicació.

## Definint la representació

Reproducció de la Mona Lisa

Representar és "evocar quelcom per descripció" o "simbolitzar, encarnar una cosa". Provinent del llatí repreaesentare, de re (prefix) + praesentare (presentar).
Una representació és un tipus d'enregistrament en el qual la informació sensorial d'un objecte físic és descrit o mostrat en un mitjà. El nivell o grau en què una representació artística s’assembla a l’objecte que representa va en funció de la resolució i no té en compte el que denota la paraula. Per exemple, tant la Mona Lisa com un dibuix d’un nen de la Mona Lisa (La Gioconda) serien considerats com a representacionals/representatius. Qualsevol preferència entre les dues opcions es tractaria plenament d’una qüestió estètica.

## Història de la representació
Des de temps antics, la representació ha tingut un paper molt important a l’hora d’entendre la literatura, la semiòtica i l’estètica. Filòsofs com Plató o Aristòtil han estat figures clau als inicis de la teoria de la literatura. Ells consideraren la literatura com una manera simple de representació. Aristòtil considerava les diferents maneres de representació (verbal, visual o musical) com a naturals per als éssers humans.
En tant, el que distingeix als humans de la resta d’animals és la seva habilitat per a crear i manipular signes. Aristòtil considerava la mimesi (és a dir, la imitació) com natural per als homes. Per tant, considera les representacions com a necessàries per a l’aprenentatge i la vida de les persones al món.
En contrast a les idees d’Aristòtil, Plató considerava i tractava la representació amb més cura. Era conscient que la literatura era una representació de la vida, tot i això, també creia que les representacions són aquelles connexions entre un espectador i allò real. Pensava que algunes concepcions generaven mons d’il·lusions que allunyaven als homes de «les coses reals». Plató creia que la representació hauria d’estar controlada i monitorada a causa de possibles perills (foment de comportaments antisocials, còpia o imitació del mal, etc).
Aristòtil continuava pensant que es tractava d’una activitat humana. Des de la infantesa l’ésser humà té l’instint o la necessitat de ser representat (de buscar representació). Aquest fet és el que difereix a l’home de la resta d’éssers vius. Som éssers molt més imitatius, que aprenen les seves primeres lliçons mitjançant la imitació. Aristòtil analitza el concepte i duu a terme una tricotomia:
- L'objecte: el signe representa
- Manera: la forma en què aquest signe es representa
- Mitjans: el mitjà (material/espai) usat per representar-ho

El mitjà de la representació literària és el llenguatge. Una part important de la representació és la relació entre el material i allò que representa. Algunes de les preguntes que poden sorgir a causa d'aquesta idea són: Una pedra potser representa a l’home, però com? I per quin motiu i per quin pacte (acord o raó) succeeix aquesta relació?
Un compren la realitat únicament mitjançant la representació d’aquesta; amb textos, discursos, imatges, etc. No hi ha cap mena d’accés directe o no controlat a la realitat. Tot i que només sigui possible observar la realitat a través de la representació això no vol dir que no veiem o puguem veure la realitat. La realitat és sempre més extensa i complicada d’allò que qualsevol sistema de representació pot arribar a conèixer, i els humans sempre hem tingut aquesta percepció.
La representació mai «obté» la realitat com a tal. Això és el que ha fet que al llarg de la història la «representació» hagi anat canviant, transformant-se evolucionant. Contínuament a la història de la humanitat les persones s’han manifestat envers la incapacitat del llenguatge per a expressar la realitat. Com a resultat d’aquest problema els homes hem desenvolupat diferents models de representació.
És necessari crear noves maneres de veure i entendre la realitat, ja que la gent només coneix la realitat mitjançant la representació. D’aquí sorgeixen teories i modes de representació alternatius i singulars com: l’abstracció, realisme, modernisme, entre d'altres.

## Idees contemporànies sobre la representació
Les idees de Plató han influenciat fortament a la societat moderna. Gràcies als seus pensaments i ideals, les persones d’avui en dia tenen coneixement sobre temes polítics i ideològics i són conscients de la importància de la representació. És impossible separar les representacions de la cultura i de les societats que les generen. Al món contemporani existeixen diverses limitacions sobre la representació. Són limitacions que afecten, primordialment, les temàtiques tractades i l’audiència o els espectadors que les observen. Un exemple clar per a entendre aquestes limitacions és la restricció d’edat de les pel·lícules. La classificació d’una mateixa pel·lícula pot variar segons el territori. Aquest exemple mostra i ens fa entendre com algunes societats regulen o censuren algun tipus de representació amb l’objectiu de promoure uns valors o una ideologia determinats. Malgrat aquestes restriccions, les representacions, un cop arriben a l’esfera pública, tenen l’oportunitat i la capacitat de germinar. Les interpretacions sobre aquests continguts no poden ser controlades, sempre hi haurà una clara diferència entre la intenció inicial i allò interpretat (entre original i «copia»).
En conseqüència, per a la definició de les paraules anteriors (és a dir, la comprensió del significat dels conceptes anteriorment presentats) existeix un procés de comunicació de missatges i informacions (emissió i recepció). El sistema és complex i està format per un gran nombre de símbols. En un sistema de comunicació i representació com aquest és inevitable el sorgiment de problemes; incomprensions, errors, fal·làcies, … Per tant, la precisió absoluta i comprensió total de les representacions no es pot garantir. La interpretació correcta dels símbols va lligada a uns determinats factors culturals, a altres símbols, etc. La interpretació errònia d’aquest símbols és la que pot originar els problemes anteriorment esmentats.
Per posar un exemple, la interpretació i lectura de les representacions funciona en un context determinat, on hi ha un seguit de normes per a interpretar-les. Aquestes normes i codis han estat acordats de manera «causal» i «informal» al llarg dels anys i han acabat assentant-se a l’imaginari col·lectiu de la societat. Aquestes concepcions (interpretació de les representacions) no són inamovibles i poden canviar o evolucionar a causa del temps, les societats, els territoris, els contextos, etc. Tot i això, com es produeix «l'acord» o l’enteniment de les representacions? Doncs, sovint, els semiòtics han dit que les relacions de representació es poden categoritzar en tres encapçalaments diferents; icona, símbol i índex.
Els objectes i les persones no tenen un significat constant, els seus significats són establers pels humans en conseqüència a la seva cultura. Analitzar i comprendre la representació d’aquesta manera ens fa entendre com el llenguatge i els sistemes de coneixement funcionen per a crear i distribuir el significats dels conceptes. La representació es pot entendre, senzillament, com el procés en què els significats són construïts. Aquesta manera d’abordar la representació ens la fa entendre com si fos una cosa més gran i extensa que qualsevol representació individual. Una perspectiva similar és veure la representació com una part d’un camp gran, Mithcell diu: «la representació (en la memòria, en descripcions verbals, en imatges) no només «regula» el nostre coneixement (de l'esclavitud i de moltes altres coses), sinó que obstrueix, fragmenta i nega aquest coneixement». Proposa allunyar-se d'una perspectiva on les representacions són merament «coses que representen», i apropar-se cap a una perspectiva que se centra en les relacions i els processos a través dels quals es produeixen, es valoren, es veuen i s'intercanvien les representacions.